# عاليه قبلي
عاليه قبلي هو حي من احياء مدينة عاليه لبنانية عاصمة قضاء عاليه في محافظة جبل لبنان.